# Distrito electoral de Waco (condado de York, Nebraska)
Waco (en inglés: Waco Precinct) es un distrito electoral ubicado en el condado de York en el estado estadounidense de Nebraska. En el Censo de 2010 tenía una población de 390 habitantes y una densidad poblacional de 4,19 personas por km².

## Geografía
Waco se encuentra ubicado en las coordenadas 40°55′24″N 97°24′57″O / 40.92333, -97.41583. Según la Oficina del Censo de los Estados Unidos, Waco tiene una superficie total de 93.05 km², de la cual 92 km² corresponden a tierra firme y (1.12%) 1.04 km² es agua.

## Demografía
Según el censo de 2010, había 390 personas residiendo en Waco. La densidad de población era de 4,19 hab./km². De los 390 habitantes, Waco estaba compuesto por el 97.44% blancos, el 0.51% eran afroamericanos, el 0% eran amerindios, el 0% eran asiáticos, el 0% eran isleños del Pacífico, el 0.77% eran de otras razas y el 1.28% pertenecían a dos o más razas. Del total de la población el 2.31% eran hispanos o latinos de cualquier raza.